# Marco Vipstano Galo
Marco Vipstano Galo (en latín Marcus Vipstanus Gallus) fue un senador romano del siglo I a. C. y del siglo I, cuya carrera se desarrolló bajo los imperios de Augusto y Tiberio.

## Familia
Era hermano de Lucio Vipstano Galo, pretor, fallecido en 17.

## Carrera política
Su único cargo conocido fue el de consul suffetus entre agosto y diciembre de 18.

## Descendencia
Su hijos fueron Lucio Vipstano Publícola Mesala, consul ordinarius en 48, y Mesala Vipstano Galo, sucesor de su hermano como consul suffectus ese mismo año, ambos bajo Claudio.